# Virginia Slims of Milwaukee 1971
Il Virginia Slims of Milwaukee 1971 è stato un torneo di tennis giocato su campi indoor. È stata la 1ª edizione del torneo, che fa parte del Virginia Slims Circuit 1971. Si è giocato a Milwaukee negli USA dal 21 al 24 gennaio 1971.

## Campionesse

### Singolare
Billie Jean King ha battuto in finale  Rosie Casals con il punteggio di 6–3, 6–2

### Doppio
Rosie Casals /  Billie Jean King hanno battuto in finale  Françoise Dürr /  Ann Jones con il punteggio di 6–3, 1–6, 6–2